# Red, White & Crüe
Red, White & Crüe es una recopilación de "lo mejor de" Mötley Crüe lanzada en el 2005. El álbum está compuesto por dos CD y un DVD.
Está recopilación puede ser vista como una antología de la banda, abarcando toda su carrera. Cuando fue lanzado el álbum, la banda anunció un tour de reunión con el baterista original Tommy Lee, quien había dejado la banda en 1999 por diferencias creativas y personales con el vocalista Vince Neil.
Red, White & Crüe incluye tres canciones nuevas, entre ellas el sencillo "If I Die Tomorrow", que fue coescrito con la banda de pop punk Simple Plan. Sorpresivamente, la canción obtuvo una buena respuesta en el radio y el vídeo fue transmitido en VH-1.
Aunque Red, White & Crüe ha tenido buenas ventas debido a la publicidad generada por el tour de reunión, la banda fue criticada por haber lanzado otra compilación de grandes éxitos.
Se hizo un vídeo para la canción "Sick Love Song," otro tema nuevo en el álbum.

## Lista de canciones

### Disco 1
1. "Live Wire" (Sixx) – 3:15 (del álbum Too Fast for Love)
2. "Piece of Your Action" (Sixx/Neil) – 4:40 (del álbumToo Fast for Love)
3. "Toast of the Town" (Mars/Sixx) – 3:32 (Originalmente lanzado como sencillo, aparece en la versión remasterizada de Too Fast for Love)
4. "Too Fast For Love" (Sixx) – 3:21 (del álbum Too Fast for Love)
5. "Black Widow" (Sixx) – 4:26 (no había sido lanzada)
6. "Looks That Kill" (Sixx) – 4:07 (del álbum Shout at the Devil)
7. "Too Young to Fall in Love (remix)" (Sixx) – 3:38 (versión original del álbum Shout at the Devil)
8. "Helter Skelter" (Lennon/McCartney) – 3:12 (del álbum Shout at the Devil)
9. "Shout at the Devil" (Sixx) – 3:14 (del álbum Shout at the Devil)
10. "Smokin' in the Boys Room" (Lutz/Coda) - (de álbum Theatre of Pain)
11. "Use It Or Lose It" (Sixx) - (del álbum Theatre of Pain)
12. "Girls, Girls, Girls" (Sixx) - (del álbum Girls, Girls, Girls)
13. "Wild Side" (Sixx) - (de álbum Girls, Girls, Girls)
14. "You're All I Need" (Sixx) - (del álbum Girls, Girls, Girls)
15. "All In The Name Of..." (Sixx/Neil) - (del álbum Girls, Girls, Girls)
16. "Kickstart My Heart" (Sixx)- (del álbum Dr. Feelgood)
17. "Without You" (Sixx/Mars) - (del álbum Dr. Feelgood)
18. "Don't Go Away Mad (Just Go Away)" (Sixx/Mars) - (del álbum Dr. Feelgood)
19. "Same Ol' Situation (S.O.S.)" (Lee/Sixx/Neil/Mars) - (del álbum Dr. Feelgood)
20. "Dr. Feelgood" (Sixx/Mars) - (del álbum Dr. Feelgood)

### Disco 2
1. "Anarchy in the U.K." (Sex Pistols) - (del álbum Decade of Decadence)
2. "Primal Scream" (Sixx) - (del álbum Decade of Decadence)
3. "Home Sweet Home" - ('91 remix) (Sixx) - (del álbum Decade of Decadence, versión original de Theatre of Pain)
4. "Hooligan's Holiday" - (Brown Nose Edit) (Corabi/Sixx) - (del álbum Mötley Crüe)
5. "Misunderstood" - (Versión con formato exitoso) (Corabi/Sixx) - (del álbum Mötley Crüe)
6. "Planet Boom" (Lee) - (del álbum Quaternary)
7. "Bittersuite" (Mars) - (del álbum Quaternary)
8. "Afraid" - (Alternative Rave mix) (Sixx) - (del álbum Generation Swine)
9. "Beauty" (Sixx/Lee) - (del álbum Generation Swine)
10. "Generation Swine" (Sixx/Lee) - (del álbum Generation Swine)
11. "Bitter Pill" - (del álbum Greatest Hits)
12. "Enslaved" - (del álbum Greatest Hits)
13. "Hell on High Heels" (Mars/Neil/Sixx) - (del álbum New Tattoo)
14. "New Tattoo" - (single version) (Mars/Sixx) - (del álbum New Tattoo)
15. "If I Die Tomorrow" (Sixx) (canción nueva)
16. "Sick Love Song" (canción nueva)
17. "Street Fighting Man" (The Rolling Stones) (canción nueva)
18. "I'm A Liar (And Thats The Truth)"* (canción nueva - sólo incluida en la versión para Japón)

### DVD
Videos musicales
1. "Kickstart My Heart"
2. "Same Ol' Situation (S.O.S.)"
3. "Don't Go Away Mad (Just Go Away)"
4. "Without You"
5. "Wild Side"
6. "Girls, Girls, Girls" versión censurada
7. "Dr. Feelgood"
8. "Looks That Kill"
9. "Live Wire"
10. "You're All I Need"
11. "Too Young To Fall In Love"
12. "Primal Scream" versión censurada
13. "Anarchy in the U.K."
14. "Afraid"
15. "If I Die Tomorrow"
16. "Misunderstood" versión de MTV
17. "Enslaved"
18. "Smokin' In The Boys Room"
19. "Hooligan's Holiday"
20. "Hell On High Heels" versión censurada
21. "Home Sweet Home"

Material adicional
1. Videos alternos:
  1. "Girls, Girls, Girls" versión sin censura
  2. "Dr. Feelgood" versión alterna
  3. "Primal Scream" versión sin censura
  4. "Misunderstood" versión sin censura
  5. "Hell On High Heels" versión sin censura
  6. "Home Sweet Home" rémix de 1991
2. Comentarios de Nikki Sixx y Tommy Lee